# Зыряновский свинцовый комбинат
Обогатительная фабрика «Алтай» (ранее Зыряновский свинцовый комбинат имени 60-летия CCCP в составе Зыряновского горно-обогатительного комплекса) — казахстанское горно-рудное предприятие.
Расположена в городе Алтай (Зыряновск) Восточно-Казахстанской области. Принадлежит горно-металлургической компании «Казцинк», подконтрольной транснациональной группе Glencore.

## История
Зыряновское рудное месторождение было открыто в 1791 году Герасимом Зыряновым.
До 1897 года месторождение принадлежало царской семье. В 1897—1930 годах месторождение арендовали
австрийские, английские и французские концессионеры. Перешедшее под юрисдикцию государства предприятие начало быстро развиваться в годы первых пятилеток.
В 1931 году была запущена флотационная фабрика, тепловая электростанция, восстановлены рудники, построен ряд объектов соцкультбыта и жилье.
В 1948 году была заложена шахта «Капитальная», создан новый рудник — Маслянский (имени XXII съезда КПСС). В 1949 году начато строительство новой обогатительной фабрики.
В 1952 году Зыряновское рудоуправление было реорганизовано в Зыряновский свинцовый комбинат. Постановлением Совета Министров СССР в апреле 1952 года перед Зыряновским свинцовым комбинатом было поставлена задача — увеличить добычу руды в 5-6 раз со строительством современного крупного горно-рудного производства.
К 1955 году были запущены новые шахты: «Заводская», «Маслянская», «Западная вспомогательная», запущены механическая мастерская, компрессорная станция, железнодорожная станция. В 1966 году комбинат был награждён Орденом Трудового Красного Знамени, а в 1982 году присвоено имя 60-летия СССР.
В годы распада СССР предприятие резко снизило добычу руды. В 1993 году состоялась приватизация, а в 1997 году предприятие было реорганизовано и передано в состав созданного АО «Казцинк».
В связи с переименованием города Зыряновск в город Алтай, название реорганизованного предприятия стало носить название Обогатительная фабрика «Алтай», которая входит в состав горно-обогатительного комплекса «Алтай».

## В настоящее время
В состав Зыряновского свинцового комбината входят свинцовый завод, Малеевский рудник, обогатительная фабрика "Алтай", ранее входил Греховский рудник. Выпускаемая продукция — концентраты свинца, цинка, меди.

## Директора
- 1951—1959 — Ю. П. Вороненков
- 1959—1975 — Н. К. Жаксыбаев
- 1975—1980 — В. Ф. Рыберт
- 1981—1994 — Л. Ф. Пономарёв
- Г. Г. Завьялов